# Saint-Mathieu
För andra betydelser, se Saint-Mathieu (olika betydelser).
Saint-Mathieu är en kommun i departementet Haute-Vienne i regionen Nouvelle-Aquitaine i västra Frankrike. Kommunen ligger i kantonen Saint-Mathieu som tillhör arrondissementet Rochechouart. År 2022 hade Saint-Mathieu 1 069 invånare.

## Befolkningsutveckling
Antalet invånare i kommunen Saint-Mathieu
| Referens: INSEE |